# Natuurpark Hoces del Alto Ebro y Rudrón

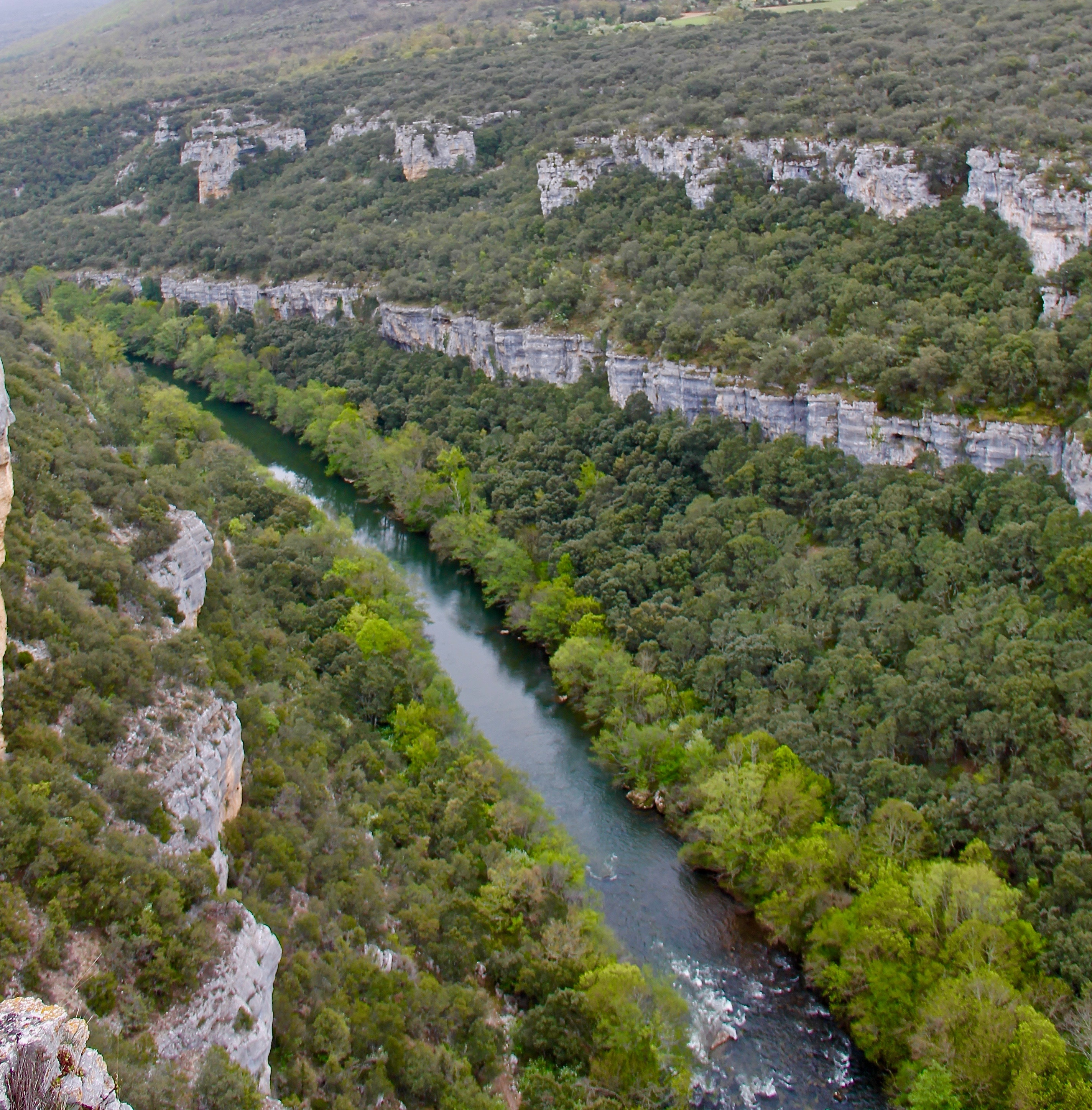

Het Natuurpark Hoces del Alto Ebro y Rudrón (Spaans: Parque natural de las Hoces del Alto Ebro y Rudrón ) is een natuurpark in Castilië en León in Spanje. Het natuurpark werd opgericht in 2008 en is 45767 hectare groot. Het natuurpark omvat de beboste kloofdalen van de Boven-Ebro en de Rudrón. In het park komt steenarend, havikarend, ree voor.